# Ion Erice Domínguez
Ion Erice (Pamplona, 3 de novembre de 1986) és un futbolista navarrès, que ocupa la posició de migcampista, actualment a l'Hèrcules CF.

## Carrera de club
Format al planter del CA Osasuna, jugà nou partits a la màxima categoria amb els navarresos entre la temporada 2006/07 i la 2007/08. En la primera l'1 d'abril de 2007 va jugar els 90 minuts en un empat 0–0 a casa a La Liga contra el Sevilla FC. Va acabar la temporada següent cedit al Màlaga CF, també de segona, i va contribuir amb cinc partits al retorn dels andalusos a primera divisió.
La 2008–09 Erice fou cedit novament, aquest cop a la SD Huesca, que acabava d'ascendir a la categoria. Fou descartat el gener de 2009, i va signar contracte per un any i mig amb el Cadis CF de Segona Divisió B tot i que inicialment s'havia planificat una nova cessió, i va jugar-hi deu partits, per assolir novament la promoció
Erice fou titular indiscutible al llarg de la temporada 2009–10 – 36 partits, 2,696 minuts – però el Cádiz va perdre la categoria, en acabar 19è. Després de tornar a la segona divisió amb el Reial Oviedo la temporada 2014-15, va finalitzar contracte amb els de l'estadi Carlos Tartiere, després de quatre anys, dos com a capità de l'equip; tot just un mes abans s'havia enfrontat a un aficionat en un dels carrers més concorreguts d'Oviedo.
El 2 d'agost de 2017, Erice va signar contracte per dos anya amb l'Albacete Balompié per jugar a segona divisió. Amb 32 anys, va marxar a jugar a la Major League Soccer, en fitxar amb els Vancouver Whitecaps FC el 22 de gener de 2019. Va deixar l'equip per mutu consentiment abans de començar la temporada 2020 i va retornar al seu antic equip, amb una cessió de sis mesos.

## Palmarès
Oviedo
- Segona Divisió B: 2014–15